# Tauchira rufotibialis
Tauchira rufotibialis är en insektsart som först beskrevs av Willemse, C. 1925.  Tauchira rufotibialis ingår i släktet Tauchira och familjen gräshoppor. Inga underarter finns listade i Catalogue of Life.